# Buenos Aires (Arizona)
Buenos Aires, conosciuto anche come Buena Ayres o Buenos Ayres, è un centro abitato della contea di Pima, nell'Arizona. Ha un'altitudine stimata di 928 metri sul livello del mare.